# Schußbergmarter

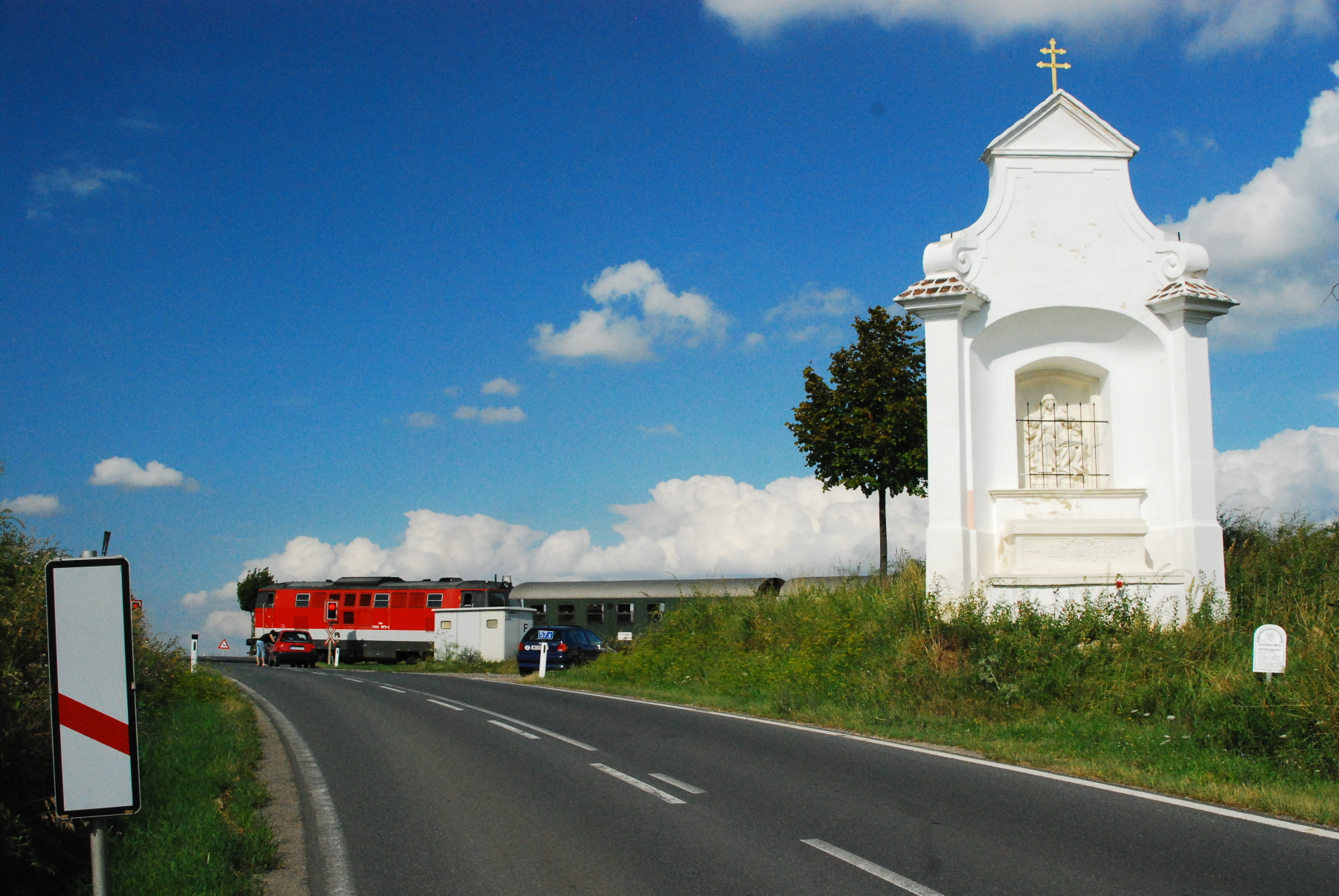
Die Schußbergmarter mit dem Reblaus-Express

Die Schußbergmarter ist eine unter Denkmalschutz (Listeneintrag) stehende Wegkapelle auf dem Gebiet des Stadtteils Altstadt von Retz in Niederösterreich.

## Beschreibung
Die Schußbergmarter liegt an der Straße von Retz nach Oberretzbach an der Eisenbahnkreuzung mit der Lokalbahn Retz–Drosendorf.
Der laut Chronogramm 1744 errichtete Breitpfeiler ist konkav eingeschwungen und trägt einen Volutengiebel. In einer Segmentbogennische hinter dem Altartisch befindet sich ein aus dem 18. Jahrhundert stammendes und aus Stein gefertigtes Gnadenstuhlrelief. Über den Stifter beziehungsweise den Anlass zur Errichtung liegen ebenso wenige Informationen vor wie über die daran beteiligten Künstler.

## Geomantik
Die Schußbergmarter ist eine Station des Wűnschelrutenradwegs. Beim Altarpunkt treffen zwei rechtsdrehende Curry-Netzstreifen und zwei linksdrehende Globalgitterstreifen sowie eine Wasserader aufeinander.